# Gare de Nyon
Ne doit pas être confondu avec Gare de Nyons.
La gare de Nyon est une gare ferroviaire suisse desservant trois lignes de chemin de fer. Elle est située sur le territoire de la commune de Nyon dans le canton de Vaud. Elle établit la connexion entre la ligne Lausanne – Genève et la ligne Nyon – La Cure.

## Situation ferroviaire
Établie à 405,7 mètres d'altitude, la gare de Nyon est située au point kilométrique (PK) 38,53 de la ligne Lausanne – Genève (no 150), entre la gare de Gland et la gare de Coppet. Elle est aussi le point de départ de deux lignes : la ligne vers La Cure (no 155) et l'embranchement industriel non électrifié jusqu'à Eysins, ancienne ligne Nyon – Crassier – Divonne.
La gare de Nyon possède deux parties : celle exploitée par les CFF en voie normale, dans un axe sud-ouest/nord-est et celle exploitée par le NStCM en voie métrique, orientée vers le nord-ouest. Cette deuxième partie est souterraine et est établie à 401,9 mètres d'altitude.

## Service des voyageurs

### Accueil
La partie CFF de la gare est dotée d'un bâtiment principal et de deux quais desservant trois voies. Une quatrième voie est le point de départ de l'embranchement jusqu'à Eysins et ne sert qu'au service de marchandises.
La partie NStCM de la gare est couverte. Elle est dotée d'un quai central et de deux voies terminales.

### Intermodalité
Un parc relais pour les véhicules de 102 places y est aménagé. La gare est aussi desservie par huit lignes de bus. Sept d'entre elles, dont trois urbaines (nos 803 à 805) et quatre régionales à destinations respectives de Crassier-La Rippe (no 810), Coppet et Gland (no 811), Gingins (no 815) et Gex en France (no 818) sont assurées par la compagnie des Transports publics de la région nyonnaise. La dixième ligne (no 820) à destination de Saint-George est assurée par la compagnie de transport CarPostal. 